# Eccellenza Sicilia 2023-2024
Il campionato italiano di calcio di Eccellenza regionale 2023-2024 è il trentatreesimo organizzato in Italia. Rappresenta il quinto livello del calcio italiano.
Questi sono i gironi organizzati dal Comitato Regionale della Sicilia.

## Stagione

### Formula
La squadra prima classificata di ogni girone viene promossa direttamente in Serie D. Le squadre classificate dal secondo al quinto posto disputano i play-off regionali per un posto nei play-off nazionali. Le squadre classificate dal dodicesimo al quindicesimo posto disputano i play-out. La squadra ultima classificata di ogni girone viene retrocessa direttamente in Promozione.
Play-off e play-out si disputano soltanto se fra le due squadre ipoteticamente coinvolte ci sono meno di 10 punti di distacco. Se la seconda classificata ha almeno dieci punti di vantaggio sulla terza accederà direttamente alla fase nazionale degli spareggi.

## Girone A

### Squadre partecipanti
| Club                                | Città                        | Stadio                               | Stagione precedente                       |
| ----------------------------------- | ---------------------------- | ------------------------------------ | ----------------------------------------- |
| A.C.D. Don Carlo Misilmeri          | Misilmeri (PA)               | Stadio Giovanni Aloisio              | 4ª in Eccellenza/A                        |
| A.P.D. Fulgatore                    | Trapani (Fulgatore)          | Stadio Polisportivo                  | 2ª in Promozione gir.A, ripescato         |
| A.S.D. A.C. Geraci                  | Geraci Siculo (PA)           | Stadio S.S. Trinità                  | 1ª in Promozione gir.B                    |
| A.S.D. Accademia Trapani            | Trapani                      | Stadio Roberto Sorrentino            | 3ª in Promozione gir.A, vincente play-off |
| A.S.D. Aspra                        | Aspra di Bagheria (PA)       | Stadio Comunale                      | 2ª in Promozione gir.B, vincente play-off |
| A.S.D. Athletic Club Palermo        | Palermo                      | Stadio Salvatore Favazza (Terrasini) | 11ª in Eccellenza/A                       |
| A.S.D. Casteldaccia                 | Casteldaccia (PA)            | Stadio Fiorilli                      | 10ª in Eccellenza/A                       |
| A.S.D. Castellammare Calcio 94      | Castellammare del Golfo (TP) | Stadio Giorgio Matranga              | 9ª in Eccellenza/A                        |
| A.S.D. Folgore Calcio Castelvetrano | Castelvetrano (TP)           | Stadio Paolo Marino                  | 1ª in Promozione gir.A                    |
| U.S.D. Mazara                       | Mazara del Vallo (TP)        | Stadio Nino Vaccara                  | 7ª in Eccellenza/A                        |
| A.S.D. Nissa F.C.                   | Caltanissetta                | Stadio Marco Tomaselli               | 8ª in Eccellenza/A                        |
| A.S.D. Oratorio S. Ciro e Giorgio   | Marineo (PA)                 | Stadio Biagio Conte                  | 13ª in Eccellenza/A                       |
| A.S.D. Supergiovane Castelbuono     | Castelbuono (PA)             | Stadio Luigi Failla                  | 4ª in Promozione gir.B                    |
| A.S.D. Unione Sportiva Mazara 46    | Mazara del Vallo (TP)        | Stadio Nino Vaccara                  | 5ª in Eccellenza/A                        |
| S.S.D. Pro Favara 1984              | Favara (AG)                  | Stadio Giovanni Bruccoleri           | 3ª in Eccellenza/A                        |
| SCSD Unitas Sciacca Calcio          | Sciacca (AG)                 | Stadio Luigi Riccardo Gurrera        | 5ª in Eccellenza/A                        |

### Classifica
Aggiornata al 25 aprile 2024.
|  | Pos. | Squadra                    | Pt | G  | V  | N  | P  | GF | GS | DR  |
|  | ---- | -------------------------- | -- | -- | -- | -- | -- | -- | -- | --- |
|  | 1.   | Nissa                      | 83 | 30 | 27 | 2  | 1  | 71 | 17 | +54 |
|  | 2.   | Pro Favara                 | 74 | 30 | 24 | 2  | 4  | 62 | 19 | +43 |
|  | 3.   | Mazara 46                  | 54 | 30 | 16 | 6  | 8  | 46 | 29 | +17 |
|  | 4.   | Castellammare              | 47 | 30 | 13 | 8  | 9  | 42 | 32 | +10 |
|  | 5.   | Sciacca                    | 47 | 30 | 13 | 8  | 9  | 45 | 34 | +11 |
|  | 6.   | Supergiovane Castelbuono   | 45 | 30 | 13 | 6  | 11 | 43 | 39 | +4  |
|  | 7.   | Don Carlo Misilmeri        | 42 | 30 | 11 | 9  | 10 | 44 | 31 | +13 |
|  | 8.   | Athletic Club Palermo      | 38 | 30 | 10 | 8  | 12 | 45 | 42 | +3  |
|  | 9.   | Oratorio S. Ciro e Giorgio | 35 | 30 | 8  | 11 | 11 | 34 | 37 | -3  |
|  | 10.  | Folgore Castelvetrano      | 33 | 30 | 6  | 15 | 9  | 25 | 29 | -4  |
|  | 11.  | Geraci                     | 33 | 30 | 7  | 12 | 11 | 35 | 37 | -2  |
|  | 12.  | Accademia Trapani          | 31 | 30 | 7  | 10 | 13 | 26 | 40 | -14 |
|  | 13.  | Casteldaccia               | 29 | 30 | 8  | 5  | 17 | 22 | 50 | -28 |
|  | 14.  | Fulgatore                  | 25 | 30 | 5  | 10 | 15 | 31 | 59 | -28 |
|  | 15.  | Aspra                      | 20 | 30 | 3  | 11 | 16 | 27 | 60 | -33 |
|  | 16.  | Mazara                     | 20 | 30 | 5  | 5  | 20 | 28 | 71 | -43 |

Legenda:
       Promossa in Serie D 2024-2025.
      Ammessa ai play-off nazionali.
  Partecipa ai play-off o ai play-out.
       Retrocessa in Promozione 2024-2025.
Regolamento:
Tre punti a vittoria, uno a pareggio, zero a sconfitta.
La classifica avulsa tiene conto di:
- punti.
- punti negli scontri diretti.
- differenza reti negli scontri diretti.
- differenza reti generale.
- reti realizzate.
- sorteggio.

## Play-out

### Semifinale
|              | Risultati |           | Luogo e data                |
| ------------ | --------- | --------- | --------------------------- |
| Casteldaccia | 1-0       | Fulgatore | Casteldaccia, 5 maggio 2024 |

## Girone B

### Squadre partecipanti
| Club                           | Città                     | Stadio                        | Stagione precedente                        |
| ------------------------------ | ------------------------- | ----------------------------- | ------------------------------------------ |
| A.S.D. Città di Gela           | Gela (CL)                 | Stadio Vincenzo Presti        | 3ª in Promozione gir.D, ripescato          |
| A.S.D. Paternò Calcio          | Paternò (CT)              | Stadio Falcone-Borsellino     | 15 in Serie D/I, retrocesso dopo i playout |
| A.S.D. Jonica F.C.             | Santa Teresa di Riva (ME) | Stadio comunale               | 9ª in Eccellenza/B                         |
| A.S.D. Mazzarrone Calcio       | Mazzarrone (CT)           | Stadio comunale               | 6ª in Eccellenza/B                         |
| A.S.D. FC Misterbianco 2011    | Misterbianco (CT)         | Stadio comunale               | 1ª in Promozione gir.D                     |
| A.S.D. Modica Calcio           | Modica (RG)               | Stadio Vincenzo Barone        | 5ª in Eccellenza/B                         |
| A.S.D. Nebros                  | Acquedolci (ME)           | Stadio Enzo Vasi (Gliaca)     | 8ª in Eccellenza/B                         |
| A.S.D. Real Siracusa Belvedere | Siracusa                  | Stadio Nicola De Simone       | 10ª in Eccellenza/B                        |
| A.S.D. S. S. Leonzio 1909      | Lentini (SR)              | Stadio Angelino Nobile        | 4ª in Eccellenza/B                         |
| A.S.D. S.S. Milazzo            | Milazzo (ME)              | Stadio Marco Salmeri          | 11ª in Eccellenza/B                        |
| Imesi Atletico Catania 1994    | Catania                   | Stadio Zia Lisa               | 2ª in Promozione gir.D, vincente play-off  |
| S.C.S.D.Enna                   | Enna                      | Stadio Generale Gaeta         | 2ª in Eccellenza/A                         |
| U.S.D. Messana 1966            | Messina                   | Stadio Marullo                | 1ª in Promozione gir.C                     |
| U.S.D. Rocca Acquedolcese      | Acquedolci (ME)           | Nuovo comunale Pippo Giacobbe | 12ª in Eccellenza/B                        |
| U.P.D. Santa Croce             | Santa Croce Camerina (RG) | Stadio J. Kennedy             | 13ª in Eccellenza/B                        |

### Classifica
Aggiornata al 25 aprile 2024.
|  | Pos. | Squadra                 | Pt | G  | V  | N  | P  | GF | GS | DR  |
|  | ---- | ----------------------- | -- | -- | -- | -- | -- | -- | -- | --- |
|  | 1.   | Enna                    | 72 | 30 | 22 | 6  | 2  | 63 | 14 | +49 |
|  | 2.   | Paternò                 | 65 | 30 | 20 | 5  | 5  | 69 | 19 | +50 |
|  | 3.   | Modica                  | 57 | 30 | 17 | 6  | 7  | 58 | 25 | +33 |
|  | 4.   | Milazzo                 | 50 | 30 | 12 | 14 | 4  | 42 | 31 | +11 |
|  | 5.   | Jonica                  | 46 | 30 | 12 | 10 | 8  | 37 | 21 | +16 |
|  | 6.   | Nebros                  | 38 | 30 | 10 | 8  | 12 | 38 | 37 | +1  |
|  | 7.   | Atletico Catania 1994   | 38 | 30 | 9  | 11 | 10 | 32 | 39 | -7  |
|  | 8.   | Mazzarrone              | 37 | 30 | 9  | 10 | 11 | 44 | 43 | +1  |
|  | 9.   | Gela                    | 35 | 30 | 12 | 8  | 10 | 48 | 35 | +13 |
|  | 10.  | Real Siracusa Belvedere | 35 | 30 | 9  | 8  | 13 | 37 | 61 | -24 |
|  | 11.  | Misterbianco            | 35 | 30 | 10 | 5  | 15 | 43 | 58 | -15 |
|  | 12.  | Rocca Acquedolcese      | 33 | 30 | 9  | 6  | 15 | 34 | 49 | -15 |
|  | 13.  | Messana                 | 33 | 30 | 9  | 6  | 15 | 24 | 46 | -22 |
|  | 14.  | Leonzio                 | 32 | 30 | 8  | 8  | 14 | 22 | 38 | -16 |
|  | 15.  | Leonfortese             | 28 | 30 | 7  | 7  | 16 | 24 | 40 | -16 |
|  | 16.  | Santa Croce             | 16 | 30 | 4  | 4  | 22 | 16 | 75 | -59 |

Legenda:
       Promossa in Serie D 2024-2025.
      Ammessa ai play-off nazionali.
  Partecipa ai play-off o ai play-out.
       Retrocessa in Promozione 2024-2025.
Regolamento:
Tre punti a vittoria, uno a pareggio, zero a sconfitta.
La classifica avulsa tiene conto di:
- punti.
- punti negli scontri diretti.
- differenza reti negli scontri diretti.
- differenza reti generale.
- reti realizzate.
- sorteggio.

## Play-off

### Semifinali
|         | Risultati |        | Luogo e data            |
| ------- | --------- | ------ | ----------------------- |
| Milazzo | 2-1       | Jonica | Milazzo, 19 maggio 2024 |

### Finale
|        | Risultati |         | Luogo e data           |
| ------ | --------- | ------- | ---------------------- |
| Modica | 2-0       | Milazzo | Modica, 26 maggio 2024 |

## Play-out

### Finali
|                    | Risultati |             | Luogo e data              |
| ------------------ | --------- | ----------- | ------------------------- |
| Messana            | 2-3       | Leonzio     | Messina, 5 maggio 2024    |
| Rocca Acquedolcese | 0-1       | Leonfortese | Acquedolci, 5 maggio 2024 |